# Katachreza (retoryka)
Katachreza (z gr. κατάχρησις katákhrēsis – "nadużycie"), abusio (z łac. abūsiō) – odmiana metafory, którą odbiorca odczytuje jako nadużycie językowe lub metaforę pozbawioną przekonującej motywacji. Katachrezy występują tak w literaturze, jak i w języku potocznym. Katachrezy na gruncie literatury powstają najczęściej jako rezultat nadmiernej ekspresywności sformułowań, na gruncie języka potocznego jako efekt poślizgu językowego (np. "od tej chwili wszystko jest w rękach konia" wypowiedziane na wyścigach konnych). Niektóre katachrezy mogą na skutek zatarcia dawnego znaczenia wyrazu nie być odczuwane jako błędy stylistyczne (np. "kolorowa bielizna", wyrażenie stanowiące oksymoron, jako że przy dawnym znaczeniu słowa bielizna, bielizna może być wyłącznie biała).